# Mega Man Anniversary Collection
Mega Man Anniversary Collection (em português:  Mega Man Coleção de Aniversário) é uma compilação de jogos eletrônicos desenvolvida pela Atomic Planet Entertainment e publicada pela Capcom. Foi lançado exclusivamente na América do Norte em 23 de junho de 2004 para o Nintendo GameCube e PlayStation 2 (PS2) da Sony e em 15 de março de 2005 para o Xbox da Microsoft. Mega Man Anniversary Collection contém os oito primeiros jogos da série original Mega Man, que estreou no Nintendo Entertainment System (NES) com os seis primeiros jogos, o sétimo jogo foi lançado para Super Nintendo Entertainment System (SNES) e o oitavo jogo para PlayStation e Sega Saturn. A trama segue o protagonista robótico Mega Man em sua contínua luta contra o mau Dr. Wily e seu exército de Robot Masters ou Robôs mestre.
Cada jogo tem uma jogabilidade quase idêntica em que o jogador percorre uma série de fases com temas diferentes enfrentando o chefe de cada cenário, ganhando novas armas e habilidades, para derrotar Dr. Wily em um confronto final. Um recurso extra é o modo "Navi" dos seis primeiros títulos, que fornece dicas e caminhos para completar cada fase. Além desses oito jogos, Mega Man Anniversary Collection inclui dois jogos de luta desbloqueáveis: Mega Man: The Power Battle e Mega Man 2: The Power Fighters, sendo este último lançado somente no Japão. Estes dois títulos têm uma jogabilidade mais simplificada. As batalhas são apenas contra os chefes, que ficam progressivamente mais difíceis após cada um ser derrotado. Mega Man Anniversary Collection inclui conteúdo desbloqueável, como trilha sonora remixada e artes originais.

## Visão Geral
O "Modo Navi", presente na coletânea Rockman Complete Works, que é um relançamento dos seis primeiros jogos do Mega Man (lançado somente no Japão para o PlayStation em 1999) está incluído nas versões de Anniversary Collection. Este modo acrescenta auxiliares que fornecem dicas ao jogador se este precisar de ajuda, atualiza a aparência dos medidores de energia/saúde e munição, e atualiza a subtela de armas. A diferença em relação ao Modo Navi original é que não há opções para ver o mapa de cada fase, configurar os botões do controle e reiniciar o jogo. Em compensação, a tradução dos diálogos dos auxiliares do japonês para o inglês foi bem fiel.
As versões de PS2 e Xbox incluem trilhas sonoras re-arranjadas para os seis primeiros jogos, também originalmente presentes na coletânea Complete Works mas somente se você jogá-los no Modo Navi (algumas fases em Mega Man 1, 2 e 3 e todas as fases em Mega Man 4, 5 e 6). Existem também diferenças para os extras de cada versão. A versão de PS2 possui o primeiro episódio da série de TV Ruby-Spears Mega Man, enquanto a versão de GameCube contém uma entrevista com o criador do personagem, Keiji Inafune. A versão do Xbox, que foi lançada mais tarde, inclui a mesma entrevista, o primeiro episódio do anime MegaMan NT Warrior (Rockman.EXE no Japão), a capacidade de alterar o esquema de controle, e faixas da trilha sonora rearranjada da versão de PS2.

## Desenvolvimento
Mega Man Anniversary Collection compartilha qualidades com Rockman Complete Works, uma série de remakes dos seis primeiros jogos da série original Mega Man, lançada para o PlayStation no Japão entre os meses de maio e outubro de 1999. Os seis jogos foram lançados individualmente e cada disco continha a versão original do Nintendo Entertainment System nomeado como "Original Mode" e vários extras. Um "Navi Mode" foi incluído, com um sistema de dicas no qual uma personagem coadjuvante em cada título dá dicas para o jogador através de um comunicador, assim como um atualizado HUD, uma trilha sonora arranjada e outros modos de jogo opcionais.